# Juan Artal Ortells
Juan Artal Ortells (Sueca, febrer de 1888 - València, 13 de juliol de 1976) va ser un advocat, periodista i polític valencià, que va militar en el Partit Liberal i va ocupar l'alcaldia de la ciutat de València entre febrer i setembre de 1923. Va ser governador civil de Soria des del 21 de desembre de 1935 fins al 31 del mateix mes. Durant el seu mandat com a alcalde de València va organitzar els actes de la Coronació de la Verge dels Desemparats, el 12 de maig, que va presidir al costat del rei Alfons XIII, la reina Victòria Eugènia i el cardenal Prevalgut d'Espanya, el valencià Enrique Reig Casanova, que va anar l'encarregat de coronar la imatge. Va deixar el càrrec d'alcalde de València després del cop d'estat del general Primo de Rivera, sent substituït per Juan Avilés Arnau.
Va ser nomenat per real ordre i va prendre possessió el 23 de febrer de 1923, després d'una sessió de l'Ajuntament en la qual diversos regidors de l'oposició republicana li van demanar a crits que es marxés per no representar al poble de València. Sota el seu mandat com a alcalde de València es va ocupar de l'acotació definitiva dels límits de l'Albufera i la cessió d'aquests terrenys al terme municipal de València, a pesar que ja s'havien marcat els límits en una llei aprovada el 23 de juny de 1911. Els recels que mantenien poblacions limítrofes com Sueca, d'on era natural Artal, van provocar que en 1922 es tornés a obrir el debat de la titularitat dels terrenys i que en 1923 el propi alcalde encapçalés una comissió que va viatjar a Madrid per gestionar l'assumpte de la cessió.
Com a alcalde de la ciutat, va presidir l'acte d'inauguració del estadi de Mestalla el 20 de maig de 1923. En els inicis del partit que va enfrontar al València CF i al Llevant FC, el reverend José Enguix va beneir el camp i minuts després Artal, en qualitat de primer edil de València, va realitzar el servei d'honor.
Juan Artal Ortells va cessar del seu càrrec com a alcalde de València oficialment el 20 de setembre de 1923, set dies després del cop d'estat del general Miguel Primo de Rivera. El secretari del Govern Civil, Rodríguez Carril, va suspendre dels seus càrrecs a 36 regidors, amb l'alcalde al capdavant. Els edils van ser acusats per les noves autoritats de diverses faltes després d'una inspecció en el consistori sobre presumpte balafiament i substracció de fons municipals.
Després de deixar l'alcaldia, Artal no va deixar la política i va ser regidor alguns anys més, dedicant-se professionalment a l'advocacia i sent considerat un dels més destacats advocats civils de la regió en les dècades dels anys 20 i 30. Solament va interrompre la seva carrera com a lletrat per assumir provisionalment el càrrec de Governador Civil de Soria al desembre de 1935. Va ser substituït als deu dies per Rafael Fernández Carril.
El 24 de setembre de 2012 la Comissió de Cultura de l'Ajuntament de València va decidir dedicar un carrer a la memòria de Juan Artal Ortells a la ciutat, aprovant en ple "denominar una via pública de la ciutat amb la següent llegenda: plaça de Juan Artal Ortells (alcalde de la Coronació)". La via, de nova creació, és una plaça per als vianants situada al barri de Safranar, en el districte de Patraix, en la confluència de l'avinguda de Josep Roca Coll i el carrer de l'Humanista Mariner.